# Рајан (Ајова)
Рајан (енгл. Ryan) град је у америчкој савезној држави Ајова. По попису становништва из 2010. у њему је живело 361 становника.

## Демографија
Према попису становништва из 2010. у граду је живело 361 становника, што је -49 (-12.0%) становника више него 2000. године.
| Група             | 2000.       | 2010.       |
| Белци             | 405 (98,8%) | 358 (99,2%) |
| Афроамериканци    | 0 (0,0%)    | 0 (0,0%)    |
| Азијати           | 0 (0,0%)    | 0 (0,0%)    |
| Хиспаноамериканци | 3 (0,7%)    | 0 (0,0%)    |
| Укупно            | 410         | 361         |